# Rescue Mission
"Rescue Mission" é uma canção da cantora Wanessa Camargo, do seu sétimo álbum de estúdio DNA (2011). A canção foi escrita por David Siegel, Michelle Marie Trumpler, Shane Stoner. Produzida por Mister Jam, a canção é uma balada influenciada pelo electropop.

## Composição e gravação
Musicalmente “Rescue Mission” é uma obra balada que tem influencia pelo electropop. A letra fala sobre um fim de um começo, em que, segundo a própria intérprete, abandonar essa "missão" é como mergulhar dá luz à escuridão. Críticos contemporâneos atribuíram opiniões positivas à canção, com a maioria deles expectantes por material novo, onde destacaram "Rescue Mission" como próxima faixa single de DNA.  A metáfora da "Missão de Resgate" é elevada no refrão, na linha "Em uma missão de resgate, para o seu amor / Indo em uma missão de resgate, para o seu amor / Chamando mayday, mayday / Em seu coração, em seu coração".
"Rescue Mission" foi composta pelos compositores estadunidenses David Siegel, Michelle Marie Trumpler e Shane Stoner. A faixa foi produzida pelo produtor Mister Jam. “Rescue Mission” foi a penúltima faixa do disco a ficar finalizada antes de seu lançamento oficial. O processo de gravação da faixa ocorreu em janeiro de 2011 no Sterling Sound em Nova Iorque e Miami Beat Studios em Miami, sendo que sua finalização ocorreu oficialmente em abril de 2011 no JamWorks Studios em São Paulo.

## Recepção da crítica

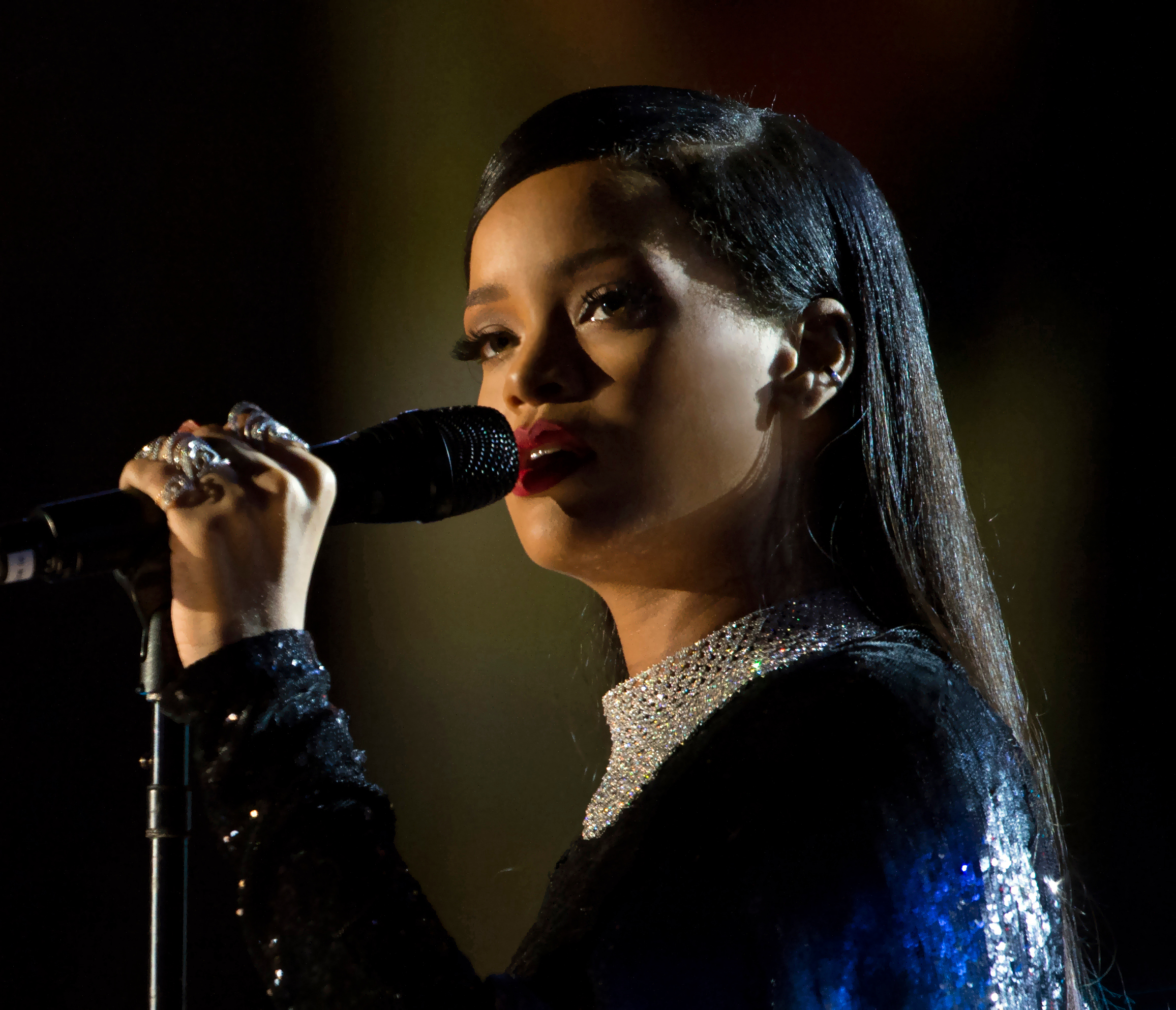
"Rescue Mission" foi comparada a "Russian Roulette" da cantora barbadiana Rihanna (imagem).

"Rescue Mission" recebeu críticas positivas dos críticos de música. Gabriela "Gabbi" Salse do portal O Sucesso! que também analisou a faixa "Blow Me Away" disse: “"Rescue Mission"... Simplesmente uma grande faixa, é também outro grande destaque do álbum, particularmente a letra de um certo modo te conecta, mesmo você não entendendo de cara suas aflições, "Rescue Mission" é dark e light ao mesmo tempo.”
Lana Oliveira do portal Só Wanessa comentou: “Na faixa "Rescue Mission" Wanessa nos leva de volta para um Meu Momento, só que mais moderno, maduro e futurístico, a letra lembra muito trabalhos anteriores dela como "Tanta Saudade", "Louca" e "Me Leva". A voz nessa faixa é outro detalhe que não pode ficar despercebido. A frase em destaque na faixa é: As coisas poderiam ter sido diferentes, isso é o que eu digo. "Rescue Mission" é aquela famosa faixa em que podemos ouvir em dias de chuva.” Camila Adjna também do portal Só Wanessa disse: “"Rescue Mission" é particularmente a melhor música do disco, seu lyric é bem apelador e sincero, podemos até imaginar que a letra foi composta pela própria, é um lado da Wanessa em que não conhecemos, não nessa profundidade.” 
Phelipe Asis Godinho do portal POPLine declarou: “É uma das faixas mais sinceras do disco, lembra muito a fase de Rihanna em "Russian Roulette", tanto no seu apelo vocal quanto na sua sonoridade. Seu começo icônico trás a sensação em que estamos realmente partindo para uma missão, bem criativo e modesto, faz você partir com Wanessa antes mesmo do primeiro verso... Em destaque lyrico destacam-se: O tempo não passar rápido como ele fez, com você / Eu acho que está me provocando com esses / Momentos, que você está perdendo” “De "DNA", "Stuck on Repeat" à "It's Over", "Rescue Mission" é sem dúvida a minha preferida!” Amanda Nala também do POPLine disse: “Vocês precisam ouvir DNA, novo álbum da cantora Wanessa Camargo”. Também declarando que "Sticky Dough", "Blow Me Away" e "Rescue Mission" como as melhores faixas do álbum.

## Performances ao vivo
A primeira performance da canção ocorreu no dia 18 de novembro de 2011, durante o concerto de promoção do álbum DNA. Um dia depois do lançamento de DNA, "Rescue Mission" mais "Get Loud!" foi novamente interpretada no Domingão do Faustão da Rede Globo.

## Faixas e formatos
| Download digital |                  |                                                   |         |  |
| N.º              | Título           | Compositor(es)                                    | Duração |  |
| 1.               | "Rescue Mission" | David Siegel Michelle Marie Trumpler Shane Stoner | 3:58    |  |

## Versão de Madai
"Mayday" é uma canção da cantora cubana Madai, lançada como single oficialmente em 18 de dezembro de 2011. Foi composta por David Siegel, Shane Stoner e Michelle Marie Trumpler sendo que o último ficou também a cargo de sua produção. "Mayday" trata-se de uma versão de "Rescue Mission" da cantora brasileira Wanessa Camargo.

### Vídeo musical
O vídeo musical foi dirigido pela própria intérprete e a Gautreaux Films, e se passa numa espece de casa noturna. 

### Faixas e formatos
| Download digital |          |                                                   |         |  |
| N.º              | Título   | Compositor(es)                                    | Duração |  |
| 1.               | "Mayday" | David Siegel Michelle Marie Trumpler Shane Stoner | 3:54    |  |